# Clermont-Savès
Clermont-Savès (gaskognisch Clarmont de Savés) ist eine französische Gemeinde mit 402 Einwohnern (Stand: 1. Januar 2022) im Département Gers in der Region Okzitanien. Sie gehört zum Arrondissement Auch und zum Kanton L’Isle-Jourdain. Die Einwohner werden Clermontois genannt.

## Geografie
Clermont-Savès liegt etwa 25 Kilometer westnordwestlich von Toulouse. Nachbargemeinden sind Beaupuy im Norden, L’Isle-Jourdain im Norden, Süden und Osten, Monferran-Savès im Süden und Westen sowie Razengues im Nordwesten.

## Bevölkerungsentwicklung
| Jahr                      | 1962 | 1968 | 1975 | 1982 | 1990 | 1999 | 2006 | 2011 | 2016 |
| ------------------------- | ---- | ---- | ---- | ---- | ---- | ---- | ---- | ---- | ---- |
| Einwohner                 | 99   | 84   | 100  | 109  | 137  | 164  | 223  | 251  | 298  |
| Quelle: Cassini und INSEE |      |      |      |      |      |      |      |      |      |

## Sehenswürdigkeiten

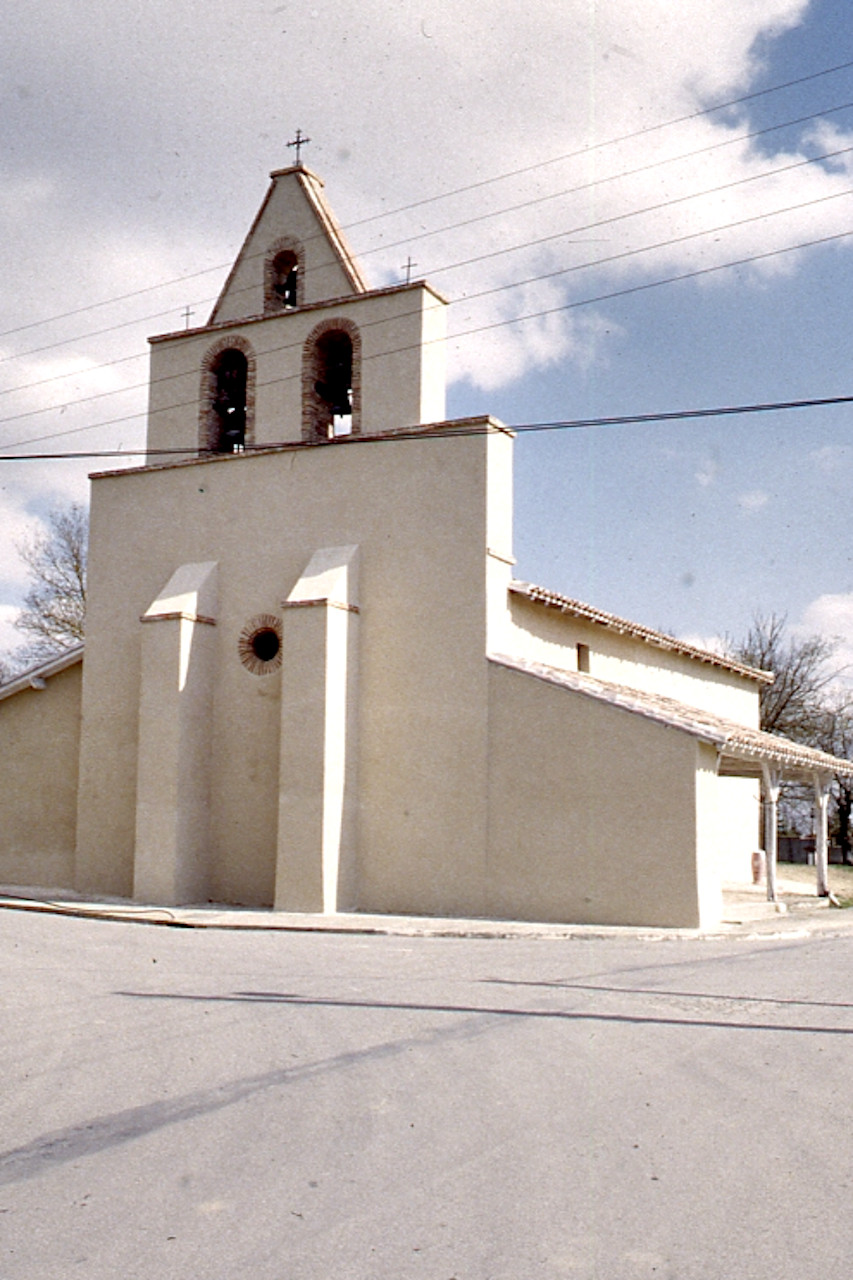
Kirche Nativité-de-Notre-Dame

- Kirche Nativité-de-Notre-Dame (Mariä Geburt)
- Schloss Clermont-Savès, seit 1977 Monument historique